# Helena Rakoczy
Helena Rakoczy (Cracovia, 23 de diciembre de 1921 - ibídem, 2 de septiembre de 2014) fue una gimnasta artística y medallista olímpica polaca en los Juegos Olímpicos de Melbourne 1956.

## Biografía
Empezó participando en el Campeonato Mundial de Gimnasia Artística de 1950. Allí ganó un total de cuatro medallas de oro, en la modalidad de concurso completo individual, suelo, salto de potro y en barra. Dos años después participó en los Juegos Olímpicos de Helsinki 1952, donde no ganó ninguna medalla, siendo su mejor posición un séptimo puesto en la modalidad de potro. De nuevo dos años después se volvió a presentar a un campeonato mundial, ganando dos medallas de bronce. Finalmente en los Juegos Olímpicos de Melbourne 1956 ganó su única medalla olímpica, siendo de bronce en la modalidad de equipo en aparatos portátiles.
Falleció el 2 de septiembre de 2014 en Cracovia a los 92 años de edad.